# Wybory prezydenckie w Czarnogórze w 2008 roku
Wybory prezydenckie w Czarnogórze w 2008 roku odbyły się 6 kwietnia. Trzema głównymi kandydatami byli: obecny prezydent kraju Filip Vujanović (DPS), kandydat opozycyjnej proserbskiej CHC - Andrija Mandić oraz lider liberalnego PzP Nebojša Medojević. Wstępne wyniki opublikowane przez komisję wyborczą wskazują na sukces obecnego prezydenta, który miał uzyskać 51,89%. Drugie miejsce zajął Andrija Mandić (19,55%), a trzecie Nebojsza Medojević (16,54%).
Przewodnicząca w tym półroczu Radzie UE Słowenia uznała wybory za wolne i uczciwe.